# التربية الجنسية (مسلسل تلفزيوني)
التربية الجنسية (بالإنجليزية: Sex Education) هو مسلسل تلفزيوني بريطاني من إنتاج شركة نيتفليكس حيث بدأ عرض الموسم الأول منه في سنة 2019 وكان عبارة عن 8 حلقات، وعرض الموسم الثاني في 2020 من 8 ايضاً.

## القصة
يتناول المسلسل بطابع درامي-كوميدي قصة المراهق أوتيس ميلبورن والذي يعاني من القلق والارتباك والعزلة وعدم الاختلاط مع الرفاق والذي تستغله فتاة متنمرة تدعى ماييف مستفيدة من خبرة والدته الاخصائية في العلاج النفسي الجنسي، ومعاً يقومان بتأسيس نشاط يعنى بتثقيف طلاب المدرسة والمراهقين بالمواضيع الجنسية والذي يرافقه الكثير من المواقف العملية الكوميدية والمثيرة.

## طاقم المسلسل

### الرئيسي
- أسا بترفيلد دور أوتيس ميلبورن، وهو مراهق يكافح مع مهنة والدته وتدخلها في حياته الشخصية والجنسية.
- جيليان أندرسون دور الدكتور جان إف ميلبورن، المعروف  معالج الجنس وأم أوتيس. إنها مطلقة ولديها مواقف ذات ليلة واحدة بانتظام لكنها تذكر أنها لا تبحث عن علاقة رومانسية.
- نكوتي جاتوا بدور ايريك، وصديق أوتيس بشكل علني أفضل صديق مثلي الجنس، الذي ينحدر من عائلة دينية غانية نيجيرية.
- ايما ماكي بدور ماييف وايلي، منبوذة اجتماعيًا وفتاة سيئة تصادق أوتيس وتدير عيادة العلاج معه.
- كونور سويندلز دور آدم جروف، نجل مدير المدرسة الذي يتنمر على إريك. علاقة متوترة مع والده. هو يخرج باعتباره ثنائي الجنس.
- كيدار ويليامز ستيرلنغ بدور جاكسون مارشيتي، الصبي الرئيسي في مدرسة مورديل الثانوية وبطل سباحة.
- أيمي لو وود بدور ايمي جيبس، إحدى الفتيات الرائعات في المدرسة ولديهن صداقة غير محتملة مع ميف. هي دائما على علاقة وهي ألطف بالمقارنة مع أعضاء آخرين في زمرة «المنبوذين» في المدرسة. هي من عائلة ثرية وغالبًا ما يستخدم منزلها للتنزه والحفلات.
- باتريشيا أليسون بدور علا نيمان، ابنة جاكوب واهتمام حب Otis.[7]
- أليستير بيتري دور مايكل جروف، مدير مدرسة مورديل الثانوية ووالد آدم الصارم.
- ميمي كين بدور روبي ماثيوز، إحدى الفتيات الرائعات في المدرسة ولكن اللئيمات. إنها أقسى زمرة «المنبوذين» في المدرسة.
- شانيل كولار في دور أنور، زعيم «المنبوذين» وطالب آخر مثلي الجنس في المدرسة.
- سيمون أشلي بدور أوليفيا حنان، عضوة أخرى في «المنبوذين».
- تانيا رينولد بدور ليلي إجلهارت، الفتاة التي تكتب الشبقية الغريبة، وهي مصممة على فقدان عذريتها في أقرب وقت ممكن.
- ميكائيل بيرسبراندت بدور جاكوب نيمان، وهو عامل سويدي أرمل يقوم بتطوير علاقة مع جان بعد العمل لديها.
- أن ماري داف مثل ايرين وايلي، والدة ميف وشون الغائبة التي تعود للظهور مرة أخرى وتحاول التعويض. (السلسلة 2)
- سامي أوتالبالي في دور رحيم، طالب فرنسي متحول يظهر اهتمامًا بإريك. (السلسلة 2)
- تشينيني إيزودو بدور فيفيان «فيف» أودوسانيا، وهي فتاة تقوم بتدريس جاكسون وعضو في فريق الاختبار. (السلسلة 2)

### متكرر
- جيم هويك بدور كولين هندريكس، مدرس العلوم في مدرسة مورديل الثانوية والذي يدير أيضًا سوينغ باند.
- راخي ذكرار بدور إميلي ساندز، مدرس لغة إنجليزية في مدرسة مورديل الثانوية. إنها داعمة لمايف وتقدر موهبتها وذكائها.
- جيمس بيورفوي دور ريمي ميلبورن، والد أوتيس وزوج جان السابق، وهو مدمن للجنس يعيش في أمريكا.
- سامانثا سبيرو بدور مورين جروف، زوجة مدير المدرسة ووالدة آدم. هي زوجة وأم حانية وتحب كلبها سيدتي.
- هانا وادينجهام بدور صوفيا مارشيتي، إحدى أمهات جاكسون. إنها تدفع جاكسون للحفاظ على نظام تدريب صارم.
- شارون دنكان بروستر بدور روز مارشيتي، والدة جاكسون البيولوجية. إنها أكثر استرخاء من شريكها.
- ديوبا أوبيري بصفته السيدإفيونج، والد إريك الذي يعرب عن قلقه بشأن ملابس ابنه اللامعة وخياراته في الملابس ويخشى أن ينتهي به الأمر إلى إيذائه. (السلسلة 1)
- دورين بلاكستوكبدور السيدة إفيونج، والدة إريك التي تشجعه على حضور الكنيسة مثل باقي أفراد الأسرة.
- ليزا بالفري بدور سينثيا. إنها تعاني من مشاكل زوجية مع زوجها جيفري.
- جو ويلكينسون مثل جيفري، زوج سينثيا.
- جوجو ماكاري بدور كايل، أحد أصدقاء إيمي.
- كريس جينكس في دور ستيف مورلي، طالب جديد في مدرسة مورديل الثانوية، والذي أصبح صديق إيمي وعضوًا في فريق الاختبار.
- دان سكينر كمدرس سباحة في مدرسة مورديل الثانوية. (السلسلة 1)
- إدوارد بلوميل بدور شون وايلي، الأخ الأكبر لمايف الغائب والمشكّل الذي قام بتربيتها بدلاً من والديهم. (السلسلة 1)
- دان ميرش في دور هاري، أحد ليلي جان يقف. (السلسلة 1)
- ليلي نيومارك بدور روثي، مثلية تعاني من مشاكل في العلاقة.
- أليس هوكين في دور تانيا، صديقة روثي المتعجرفة. (السلسلة 1)
- ماكس بوست بدور توم بيكر (المعروف أيضًا باسم توم وارمر)، وهو طالب غريب الأطوار في المدرسة أصبح مؤخرًا نشطًا جنسيًا. (السلسلة 1)
- ديف جاريت في دور روجر بيكر، والد توم المحبط على الدوام. (السلسلة 1)
- دانيال إنجز دور دان، أحد ليلة واحدة يقف جان. (السلسلة 1)
- كديم رمزي بدور أكتوبوي، الطالب الذي يربط مع ليلي بعد الرقص المدرسي. (السلسلة 1)
- تينا ميللر بدور ماكسين، رئيس مجلس إدارة المدرسة. (السلسلة 2)
- جورج روبنسون مثل إسحاق، فتى معاق يعيش في نفس المخيم الذي تعيش فيه ماييف. (السلسلة 2)
- جورج سومنر في دور جو، شقيق إسحاق ومقدم الرعاية الذي يعيش في مخيم ماييف. (السلسلة 2) جورج جورجيو دور يوسف صاحب المحل المحلي. (السلسلة 2)
- لينو فاسيولي[عدل] دور ديكس، عضو في فريق الاختبار. (السلسلة 2)
- كونور دونوفان في دور كوينتين، عضو درامي في نادي الدراما. (السلسلة 2)
- دعاء صالح بدور كال، طالب غير ثنائي في مورديل. (سلسلة 3) [8]

### ضيف
- روبي ويليامز دور تيم، أحد مرضى جين.
- لو كورفيلد مثل سارة، أم لثلاثة أطفال تصادق ماييف في عيادة. (السلسلة 1)
- عزرا فورمان كمغني باند، موسيقي يؤدي في الرقص المدرسي. (السلسلة 1)
- توماس أتكينسون بدور نيك، صديق أنور. (السلسلة 2)
- ستيفن فراي بصفته مضيف اختبار. (السلسلة 2)
- ساندي في بدور السيدة حنان، والدة أوليفيا. (السلسلة 2)
- سوزان لينش بدور تارا جيبس، والدة إيمي. (السلسلة 2)
- جايسون اسحاق بدور بيتر جروف. (السلسلة 3)
- جيميما كيرك بدور مديرة الأمل. (السلسلة 3)

## الانتقادات وعناصر النجاح
حقق المسلسل نسب مشاهدة عالية داخل وخارج الولايات المتحدة الأمريكية، حيث ساهم الموضوع الذي تناوله بجذب المراهقين ودفعهم لمشاهدته، وبسبب طبيعة القصة والمشاهد التي تناولت محتوى جريء ومثير فقط تعرض لبعض الانتقادات والاتهامات بانه مسلسل مفسد للاخلاق.

## روابط خارجية
- التربية الجنسية على موقع IMDb (الإنجليزية)
- التربية الجنسية على موقع ميتاكريتيك (الإنجليزية)
- التربية الجنسية على موقع روتن توميتوز (الإنجليزية)
- التربية الجنسية على موقع نتفليكس (الإنجليزية)
- التربية الجنسية على موقع فيلمافينيتي (الإسبانية)
- التربية الجنسية على موقع كينوبويسك (الروسية)
- التربية الجنسية على موقع ألو سيني (الفرنسية)
- التربية الجنسية على موقع قاعدة بيانات الفيلم (الإنجليزية)